# Doom (Job for a Cowboy EP)
Doom es el primer EP de Job For A Cowboy, lanzado en noviembre del 2005 por medio de la disquera King Of The Monsters. Recibió más atención después de ser relanzado por la discográfica Metal Blade Records.
Un video fue creado para la canción "Entombment Of A Machine" en el cual un hombre de edad avanzada es visto enterrando máquinas en el suelo. Esto es mostrado en varios clips a lo largo del vídeo. La banda está presentándose tocando en una atmósfera desértica.

## Antecedentes
Este EP fue lanzado el 6 de diciembre de 2005 a través del sello King of the Monsters. Luego fue relanzado por un sello discográfico más importante, Metal Blade Records en 2006.
La pista de introducción "Catharsis for the Buried" presenta un sample distorsionado de la película de 1999 Oxígeno. Se creó un video musical para la canción "Entombment of a Machine" en el que se muestra a un hombre mayor enterrando máquinas en el suelo junto con clips entre la banda tocando en una atmósfera desértica. Debutó como el primer video musical de la banda y fue dirigida por Richie Valdez.
Este es el único trabajo para un lanzamiento de Cowboy que presenta una notoria voz de "chillido de cerdo".

## Recepción crítica
El crítico de Allmusic, Cosmo Lee sostuvo: "Doom es competente, comercia en sonidos, no en canciones" en el cual estaba haciendo referencia al hecho, de que Job For A Cowboy cambió su estilo musical con su siguiente lanzamiento Genesis, que es un álbum orientado puramente en el Death metal, Lee entonces terminó su reseña diciendo: "Casi toda la noche, hordas de imitadores MySpace surgieron, incluso el levantamiento de la fuente del logotipo de la banda. Aquí es donde empezó todo - o terminó, dependiendo de su perspectiva."
La canción Knee Deep fue el utilizada en un popular video de YouTube donde esta fue sincronizada a un clip del episodio de Bob Esponja "Band Geeks". El vídeo muestra a varios personajes del elenco de Bob Esponja tocando Knee Deep con instrumentos musicales. Originalmente la canción tocada por los personajes es Sweet Victory de David Glen Eisley.

## Lista de canciones
Todas las canciones escritas y compuestas por Job for a Cowboy. 
| N.º | Título                                   | Duración |  |
| 1.  | «Catharsis for the buried»               | 0:55     |  |
| 2.  | «Entombment of a machine»                | 4:07     |  |
| 3.  | «Relinquished»                           | 4:49     |  |
| 4.  | «Knee deep»                              | 4:30     |  |
| 5.  | «The rising tide»                        | 4:45     |  |
| 6.  | «Suspended by the throat»                | 4:15     |  |
| 7.  | «Entities» (2006 re-release bonus track) | 3:58     |  |

## Personal
| - Jonny Davy — Vocales, trabajo de arte. - Andrew Arcurio — Guitarra. - Ravi Bhadriraju — Guitarra. - Brent Riggs — Bajo. - Elliott Sellers — Batería. | - Cory Spotts — Ingeniería de sonido, productor de grabación. - Joel Lauver — Masterización de audio. |